# Chrysops bistellatus
Chrysops bistellatus är en tvåvingeart som beskrevs av Daecke 1905. Chrysops bistellatus ingår i släktet Chrysops och familjen bromsar. Inga underarter finns listade i Catalogue of Life.